# Forfry
Forfry település Franciaországban, Seine-et-Marne megyében. Lakosainak száma 240 fő (2022. január 1.). Forfry Oissery, Saint-Soupplets, Douy-la-Ramée, Gesvres-le-Chapitre és Marcilly községekkel határos.

## Népesség
A település népességének változása:
| Lakosok száma | 256  | 220  | 217  | 218  | 226  | 233  | 241  | 239  | 240  |
|               | 2013 | 2015 | 2016 | 2017 | 2018 | 2019 | 2020 | 2021 | 2022 |